# Дангуоле Расалайте
Дангуоле Расалайте (лит. Danguolė Rasalaitė; 19 травня 1983, Тельшяй, ЛССР — 10 січня 2000, Мальме, Швеція) — литовська школярка, яка у 16 років потрапила у сексуальне рабство у Швеції і, не витримавши, вчинила самогубство, зістрибнувши з мосту. Її справа широко висвітлювалася у шведській пресі на початку 2000-х років. За мотивами її історії зняли фільм «Ліля назавжди».

## Біографія

### У Литві
Народилася в Тельшяї, але виросла в каунаському районі Шанчяй. Мала старшу сестру Іоланту, її мама, Регіна Расалене, працювала продавцем. Батька Дангуоле на п'ять років засудили за бійку і Регіна пізніше на якийсь час вдруге одружилася з чоловіком, від якої Дангуоле отримала прізвище Расалайте. На початку 1997 року мама вирішила переїхати до США (де планувала отримати грін-карту), тому продала їхній будинок у Шанчаї. Вона з дочкою переїхали до міста Жежмаряй, де оселилися в однокімнатній квартирі, яку сім'я використовувала як тимчасовий притулок, поки оформлялася віза. У цей період Дангуоле поїхала до своєї сестри Іоланте до Німеччини (вона була одружена з німцем), де навчалася у Гюттенфельдській литовській гімназії. Сестра з чоловіком платили за навчання 700 марок на місяць. До Німеччини Дангуоле була досить скромною дівчинкою і старанно навчалася в школі, але в Німеччині з нею, за словами родичів, сталася незрозуміла метаморфоза, внаслідок якої Дангуоле почала порушувати дисципліну, що спричинило скарги адміністрації гімназії, через що мама забрала її до Литви.
Отримавши візу, Регіна вирішила спочатку сама вирушити до США, а Дангуоле планувала забрати, коли тій виповниться 16 років (тоді б не довелося просити у батька згоди на виїзд дочки). Після від'їзду матері Дангуоле півтора року жила у своєї тітки Ірени Марозене, яка з чоловіком Відмантасом та сином Сергієм жила там же в Жежмаряї, але це була двокімнатна квартира, в якій чотирьом було дуже тісно і Дангуоле повернулася у попереднє житло. Після навчання в Німеччині вона не змогла вжитися в місцевій гімназії і врешті-решт залишила її, попри вмовляння родичів закінчити хоча б дев'ять класів. У жовтні 1998 року родичі влаштували її до ПТУ. Вона жила одна і її ніхто не міг тотально контролювати. Расалайте почала вести розпусний спосіб життя, часто не ночувала вдома (сусіди згадували, що вона з'являлася вдома тільки щоб переодягтися). Через деякий час родичі спустили її з уваги, бо вона залишила з Жежмаряя і жила у різних коханців в Кайшядорисі, де через деякий час зникла.
Влітку 1999 року мама, яка втретє вийшла заміж за американця югославського походження, надіслала доньці запрошення приїхати до США. У відповідь чоловік Ірени написав їй, що ніде не може знайти племінницю. За пів року Дангуоле оголосили у розшук. Восени 1999 року Дангуоле прийшла з хлопцем до своєї подруги Крістіни Ашменайте і вмовила ту віддати їй свій паспорт. Хлопець був її новим молодим чоловіком, який пообіцяв їй роботу в Швеції в Мальме на овочевій фермі.

### У Швеції
17 вересня 1999 року Расалайте за паспортом Крістіни прилетіла до Крістіанстада. Її зустріли і відвезли на квартиру в Арлеві до людини, яка відібрала паспорт і заявила, що вона повинна буде відшкодувати йому витрати за переліт у розмірі 20 тисяч шведських крон (тоді це було еквівалентно 2410 доларів) і робитиме це проституцією.
Клієнти приходили до квартири, яка завжди була замкнена, вони отримували ключ заздалегідь. За місяць Расалайте вдалося втертися в довіру одному постійному клієнту — власнику піцерії, і вона втекла. Вона не звернулася до поліції, тому що їй сказали, що проституція в Швеції незаконна і, до того ж приїхала в країну за фальшивим паспортом. Расалайте втекла до власника піцерії, але той сам став використовувати її як повію. За кілька тижнів до Різдва 1999 року Расалайте познайомилася з 17-річною боснячкою (за іншою версією, македонкою) Мелітою, яка поселила її в квартирі в північному передмісті Мальме, яку Дангуоле не залишала. Меліта часто бачила біля під'їзду будинку людей, які щось шукали, а батьки отримували анонімні погрози від незнайомців. У ніч проти 7 січня 2000 року Дангуоле і Меліта посварилися, Расалайте заявила, що більше не хоче жити. Вони помирилися, але 7 січня в другій половині дня Расалайте, прихопивши ніж, таємно пішла з квартири і Меліта не встигла її затримати. Того ж дня її тіло знайшли на трасі E22 під автодорожнім віадуком Крусегатан. Поліція вважала, що це було самогубство, але свідків не знайшли.
Її в несвідомому стані доправили до лікарні, але від отриманих травм вона померла 10 січня, не приходячи до тями.

## Розслідування
При собі у Дангуоле не було ніяких документів, тому тіло не одразу впізнали. У неї знайшли клаптик паперу з трьома номерами телефонів, один з яких належав мамі Меліти, а другий — тій самій квартирі в Арлеві. У Меліти знайшли три прощальні листи з її історією, адресованих її друзям у Литві (один із листів був адресований Крістіні). У квартирі в Арлеві знайшли речі Расалайте і двох неповнолітніх повій з Чехії — Клаудію та її 13-річну сестру Лівію.
Сутенера, який тримав у рабстві Расалайте, так і не знайшли. У листах Расалайте називає сутенерів «росіянами», але, на думку слідства, вони цілком могли бути і литовцями. НІкого з цих осіб не упізнали і не заарештували. Водій сам відгукнувся, коли шведська поліція виступила по телебаченню з проханням про допомогу, але сказав, що йому просто заплатили за те, щоб він лише привіз дівчину з аеропорту. Зрештою поліція встановила, що «російським» сутенером був Гедрюс, який діяв під своїм справжнім ім'ям. Квартира в Арлеві належала його другові, але той заявив, що не знав, як Гедрюс її використовує. Оскільки процес ідентифікації тіла затягнувся на довгий час, лише 31 травня 2000 року видали ордер на арешт Гедрюса, який, проте, вже 30 квітня залишив Швецію. 3 серпня 2000 року шведська влада закрила справу, оскільки прокурор вважав, що лише трьох листів Расалайте, словесних показань свідків і самого складу злочину буде недостатньо, щоб отримати міжнародний ордер на арешт. Інспектор, який відповідав за розслідування, Бо Люндквіст, заявив, що навіть якби Гедрюса заарештували, за шведськими законами він отримав лише 15 місяців в'язниці максимум.
На прохання мами влада Швеції кремувала тіло, прах вона забрала до США. 23 січня 2006 року королева Сільвія публічно згадала про смерть Расалайте, висловлюючи протест проти насильства щодо жінок.

## У культурі
2002 року шведський режисер Лукас Мудіссон зняв фільм «Ліля назавжди» за його власним сценарієм, оснований на записках Расалайте. Головну роль зіграла 15-річна Оксана Акіньшина.
2015 року московський музичний гурт «Труд» випустив альбом «6», в якому одна з пісень названа на честь Расалайте та зачіпає її біографію.